# Autoincriminación
Autoincriminación es el acto de exponerse a un mismo, generalmente mediante una declaración, "a una acusación o cargo de delito; involucrándose a sí mismo u a otra (persona) en un proceso penal o los cargos del mismo" La autoincriminación puede ocurrir directa o indirectamente: de forma directa mediante un interrogatorio donde la información de la naturaleza autoincriminatoria es revelada; o indirectamente, cuando la información autoincriminatoria es divulgada de forma voluntaria sin la presión de otra persona.
En muchos sistemas legales, los criminales acusados no pueden ser obligados a incriminarse a sí mismos. Pueden elegir entre comunicarse con la policía u otras autoridades (como el juez), pero no pueden ser castigadas por rechazar hablar con ellos. Existen 108 países y jurisdicciones que advierten a los sospechosos sobre sus derechos legales, que incluyen el derecho a permanecer en silencio y el derecho a consejo legal. Estas leyes no son uniformes a lo largo del mundo, sin embargo, los miembros de la Unión Europea han desarrollado sus leyes bajo las directrices estipuladas por la Unión.

## Normativa en España
En la Constitución Española el artículo 24.2 expone:

Asimismo, todos tienen derecho al Juez ordinario predeterminado por la ley, a la defensa y a la asistencia de letrado, a ser informados de la acusación formulada contra ellos, a un proceso público sin dilaciones indebidas y con todas las garantías, a utilizar los medios de prueba pertinentes para su defensa, a no declarar contra sí mismos, a no confesarse culpables y a la presunción de inocencia
Artículo 24.2 Constitución Española